# Перрон, Карл
Карл Перрон (настоящая фамилия — Пергаментер) (3 июня 1858, Франкенталь (Пфальц) — 15 июля 1928, Дрезден) — немецкий оперный певец (бас-баритон).

## Биография
Родился во Франкентале в одной из самых известных семей города. Его отец был коллекционером произведений искусства и нумизматом. Другой его родственник, Филипп Перрон (1840—1907), был придворным скульптором Людвига II. Учился вокалу у Юлиуса Хея в Берлине и Юлиуса Штокхаузена во Франкфурте-на-Майне, позже — актёрскому мастерству у Эрнста фон Поссарта.
С 1880 по 1884 год выступал с концертами. В 1884 году впервые пел на сцене в опере Рихарда Вагнера «Тангейзер» в роли Вольфрама фон Эшенбаха.
Он был выдающимся вагнеровским певцом. Выступал на сценах оперных театров Монте-Карло, в 1884—1891 годах — Оперы Земпера в Лейпцига, в 1892—1924 годах — Дрездена и Байройта (1889—1904).
Помимо репертуара Вагнера и Штрауса, другие заметные роли Перрона были и «Дон Жуан» и «Евгений Онегин».
После выхода на пенсию — вокальный педагог. Всю жизнь был холостяком и жил со своей сестрой, которая управляла его домом.
Композитор Рихард Штраус называл Перрона «первоклассным певцом» и часто приглашал его на премьеры своих опер.

## Избранные роли

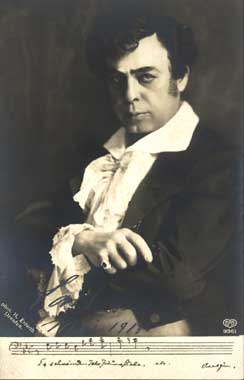
Карл Перрон в 1913 г.

Первый исполнитель в операх Рихарда Штрауса пророка Иоканаана «Саломея», Ореста в «Электре» и барона Окса в «Кавалере розы».
- Дон Жуан в одноименной опере Вольфганга Амадея Моцарта
- Евгений Онегин в одноименной опере Петра Ильича Чайковского
- Вотана в опере «Кольцо нибелунга» и Гунтера в Гибели богов Рихарда Вагнера

Пел в операх Жоржа Бизе, Лео Блеха, Фридриха Августа Бунгерта, Феликса Дрезеке, Генриха Маршнера, Джакомо Мейербера, Амбруаза Тома, Макса фон Шиллингса и других.